# Ripipteryx furcata
Ripipteryx furcata is een rechtvleugelig insect uit de familie Ripipterygidae. De wetenschappelijke naam van deze soort is voor het eerst geldig gepubliceerd in 1976 door Günther.